# Alombus scutellatus
Alombus scutellatus är en tvåvingeart som beskrevs av Villeneuve 1934. Alombus scutellatus ingår i släktet Alombus och familjen fritflugor.
Artens utbredningsområde är Kongo. Inga underarter finns listade i Catalogue of Life.